# 素浪人 花山大吉
素浪人 花山大吉（すろうにん はなやまだいきち）は、NETテレビ（現：テレビ朝日）系列にて1969年1月4日から1970年12月26日まで毎週土曜夜8時からの1時間枠で放送された東映制作の連続テレビ時代劇。全104話。
なお、1995年4月に単発スペシャルドラマとして放送されたリメイク版も併せて紹介する。

## 概要
前作『素浪人 月影兵庫』に引き続く続編。前作最終話の後、一人旅を続けていた焼津の半次（品川隆二）が月影兵庫に瓜二つの素浪人・花山大吉（近衛十四郎）と出会い、再び弥次喜多珍道中の様な展開が始まる。第79話からお咲（南弘子）が加わり、レギュラーが3人になった。
『素浪人 月影兵庫』が回を追うごとに近衛と品川のコミカルなやりとりを中心に人気となり、コメディー色を強めた事で、原作者の南條範夫より原作から逸脱しているとクレームがつけられ、「家督を継ぐため江戸に帰る」ということで一旦終了とし、年を挟んだ翌週から「兵庫にそっくりで、兵庫よりも腕が立つ素浪人」花山大吉（近衛十四郎）を登場させ、新番組という体裁で続行させる処置をとった。
兵庫と別れて一人旅を続けていた半次は、兵庫と瓜二つな浪人花山大吉を見つける。半次は兵庫にかつがれていたと激昂し、兵庫の嫌いな猫を捕まえてきて浪人の首元に乗せたが浪人は全く意に介しなかった。兵庫とは別人と納得した半次は、花山大吉と引き続きヤジキタ道中を続ける、という展開である。
途中から南弘子が加わり、レギュラーが3人となった事情としては、近衛の持病である糖尿病や高血圧が番組後半から悪化、近衛の体重減少が見た目にも顕著となり撮影中に倒れるなど、支障が出始めたことが何より影響している。しかし高視聴率を保っていたため、焼津の半次に次ぐコメディーリリーフとして第79話からお咲を登場させ、番組後半は近衛の負担軽減のため、半次とお咲のやりとりの比重を増やした。しかし、1970年末にドクターストップにより続行困難となり、第104話で終了となった。近衛のレギュラー番組再開は1973年4月の『素浪人 天下太平』まで間が空いた。
第13話までは前作から引き続きモノクロ放送。1969年4月5日放送の第14話からカラー放送となる。地上波の再放送ではカラー版の第14話から第79話まで放送される場合が多く、南弘子がレギュラー入り後のエピソードはカットされる事が多かった。その後のCS放送での再放送では全話が放送されている。
1995年には、近衛の長男・松方弘樹によって単発によるリメイク版が製作された（焼津の半次役は田原俊彦）。
2003年、2005年に東映チャンネルにてニュープリント版で再放送、その後時代劇専門チャンネルでも2009年・2010年に再放送され、2013年からはハイビジョンリマスター版が再放送されている。

## 登場人物
- 花山大吉（近衛十四郎）

前作の月影兵庫に代って登場した兵庫と瓜二つの主人公。豪放磊落だが情に厚く、強い正義感の持ち主で、剣を取れば兵庫以上の腕を持つ無敵の素浪人。諸国を放浪し、「よろず相談屋稼業」で生計を立てているが、気ままな商売なので基本的に金欠である。
事件に遭遇すると、いち早く真実を見抜く頭脳明晰さと、一切の権威を怖れない反骨精神も持ち、相手が大名であろうと遠慮せず意見する事もある。その一方で、極度の緊張やびっくりするとしゃっくりが出て止まらなくなる癖がある。そんな時には、本人いわく「命の次に大切なもの」の腰のひょうたんに入った酒を飲むとしゃっくりが収まる。
12年前に江戸で町道場を開くが、恋女房の綾（演：木暮実千代）と一人息子の大作（演：中野淳）を5年前の流行病で亡くし、道場を師範代に任せ、心の痛手を癒すため諸国を旅している（第66話）。
また美食家であり、食に対する知識、こだわりは板前のそれをも凌駕するほど。経営難の茶店や旅籠に自身の食の知識から名物料理を提案したり、半次に山鳥の丸焼きを御馳走してやろうとしたこともあった。大好物はオカラと酒。居酒屋に入ると必ずオカラの有無を聞き、無いと不機嫌になり「今にこの店はつぶれるぞ」などと言いがかりをつけるが、オカラがあると満面の笑みで「この店はきっと繁盛するぞ」と調子のいいことを言う。第1話では酒は静かに飲むのが一番と半次に説く一方で、オカラを見るなり理性を失い、結果68人前のオカラを平らげ、48本の酒を飲み泥酔してしまった。大酒を飲むとたちまち下品になり、若い娘におだてられるとデレデレするなど、三枚目な一面を持つ。
剣の他に鉄扇を持ち、敵の剣からの防御に使ったり、半次を援護するために投擲武器として使っている。また、柔術の心得もあり、怪力の大男が大吉を持ち上げようとしても、全く持ち上がらず、逆に大吉に手首を取られただけで、地面に横転させられてしまうというシーンもある（第15話）。
口癖は、「（居酒屋にオカラがない際に）けしからん」、「いかんなあ」、「（半次を一喝する際に）このバカタレが!」。半次のことを「焼津の兄さん」と呼ぶが、出会った当初は「節穴」と呼んでいた。
- 焼津の半次（品川隆二）

前作に続いて登場する渡世人。キセルや刀もまっすぐに作られているものを選ぶほど、曲がったことと蜘蛛が嫌いなお調子者。大吉と出会った直後は口げんかばかりしていたが、次第に大吉の人柄に惚れ込み、一緒に旅をすることになる。義理人情に厚く、他人が困っている場面を見ると手助けを買って出るが、その反面お節介焼きで物事に首を突っ込み、結果問題事を引き起こすトラブルメーカーでもある。
大吉同様金欠であり、博打で得た金で生活しているが、大吉にたかられて使い果たすことが多い。自分に対して「おめえ、酒の匂いにつられてこの居酒屋入っちまったら、今夜の宿代がなくなっちまわ。いけねぇいけねぇ、男焼津の半次ここは我慢のしどころだぁ」といった2人称語りのセリフとカメラワークの演出は前作からそのまま受け継がれた。また、美人の娘（半次は「べっぴんの姐ちゃん」と呼ぶ）に目がない。
大吉を「ダンナ」と呼ぶが、口論になるとドスの下緒を齧り「俺頭にきた!頭にきたぞ!」と怒りをあらわにし、「ダンナ野郎」「オカラ野郎」「オカラボケ」「うんちく野郎」などと、「 - 野郎」を多用して罵る。
大吉ほど強くはないが、ドスを取ればなかなかの使い手で、因縁をつけてきた武士3人と斬りあいして互角に戦ったこともある。
- お咲（南弘子）

79話から登場したおてんば少女。ポニーテールにミニスカート風の衣装、そしていつも熊のぬいぐるみを持っている。

## スタッフ
- 脚本：森田新、松村正温
- 監督：小野登、荒井岱志、長谷川安人、井沢雅彦、佐々木康、松尾正武
- 音楽：阿部皓哉
- 撮影：平山善樹、脇武夫、柾木兵一、羽田辰治、森常次、木村誠司
- 計測：山口鉄雄、荒木和男、水島淳一、長谷川武次、宮川俊夫、山元豊
- 照明：松井薫、林春海、佐々木政一、谷川忠雄、椹木儀一、藤井光春
- 録音：渡部章、山根定男、小野岡道秀
- 美術：寺島孝男、塚本隆治、吉村晟、宇佐美亮、中島哲二
- 編集：島村智之、川上忠、鳥居勉
- 衣装：工藤昭、上野徳三郎
- 美粧：林三郎
- 結髪：浜崎喜美江、長谷川きい、水巻春江、河野節子
- 装置：木村雅治、松井三郎、早川重三、山田勝、矢野昇、西村国蔵
- 装飾：小川芳男、曽根美装、伊藤健三、小谷恒義、中道正信、縄田功、斉藤寿也、内明淳
- 助監督：福井司、浜比呂志、尾田耕太郎、久郷久雄、山村繁行、太田雅章、曽根勇、上杉尚祺
- 殺陣：谷明憲、谷俊夫、土井淳之祐
- 記録：篠敦子、高木弘子、藤原凪子、松尾美智子、野崎八重子、宮内喜久子、佐藤利子、西野敏子、石田芳子、宮内喜久子
- 進行：中久保昇三、山田勝、丸本晃、藤野清、喜多外志之、北村良一
- 現像：東洋現像所（現：IMAGICAウェスト）
- 制作：NET、東映京都テレビプロ（第1話 - 第13話、第15話、第17話）→東映（第14話、第16話、第18話 - 第104話）
- プロデューサー：吉川義一、広渡三夏、小沢英輔(以上NET)、宮川輝水(東映京都テレビプロ)

## サブタイトル

### 1969年
カラー化された第14話、第18話は四国ロケ。
| 各話   | 放送日   | サブタイトル               | ゲスト                                                                                         |
| ------ | -------- | -------------------------- | ---------------------------------------------------------------------------------------------- |
| 第1話  | 1月4日   | 世のなか上には上がいた     | 花園ひろみ 鈴村由美 市村俊幸 藤尾純 汐路章 阿波地大輔 鈴木金哉 日高久 唐沢民賢 山口朱実 牧淳子 |
| 第2話  | 1月11日  | やっぱりふざけた仲だった   | 葉山葉子 田中春男 桑山正一 中村是好 三原葉子 広野みどり 小倉康子 中村錦司 榎木兵衛 三浦徳子    |
| 第3話  | 1月18日  | 男が男に惚れていた         | 長内美那子 大塚国夫 森塚敏 千葉敏郎 児玉謙次 香月凉二 新屋英子 仁礼功太郎                      |
| 第4話  | 1月25日  | 一人残らず抜けていた       | 由利徹 佐山俊二 谷村昌彦 嘉手納清美 柴田美保子 阿井美千子 山口真代 滝恵一 奥田義博 川浪公次郎  |
| 第5話  | 2月1日   | あわれ十五の春だった       | 清水まゆみ、正司歌江、五味竜太郎、石浜祐次郎、海老江寛、高宮克己                               |
| 第6話  | 2月8日   | 若様はおからが好きだった   | 沢本忠雄 原健策 伊沢一郎 柳川清 浅川美智子 有川正治 松田明 有島淳平 古閑達則 笹木俊志          |
| 第7話  | 2月15日  | 自分で自分を探していた     | 御影京子、御木本伸介、加賀邦男、小田部通麿、市川男女之助、表淳夫                               |
| 第8話  | 2月22日  | 棺桶かついで笑っていた     | 人見きよし、岸本教子、潮万太郎、月形哲之介、丘路千、平沢彰、高峰圭二                           |
| 第9話  | 3月1日   | 死んで花実が咲いていた     | 入川保則、桜町弘子、戸上城太郎、尾上鯉之助、山田桂子、宮土尚治、小津敏                         |
| 第10話 | 3月8日   | 坊さんまるまる損をした     | 吉田義夫、茅島成美、島米八、八名信夫、岡田千代、邦保、疋田圀男、西田良                         |
| 第11話 | 3月15日  | その一言に弱かった         | 石浜朗、宇佐美淳也、穂積隆信、金井由美、島村昌子、雲井三郎、小沢文也                           |
| 第12話 | 3月22日  | 親子でカモを探していた     | 高森和子、玉川良一、加島こうじ、藤岡重慶、阿波地大輔、瀬良明、唐沢民賢                         |
| 第13話 | 3月29日  | 寝ながら地図を描いていた   | 菅井きん、渋沢詩子、茶川一郎、汐路章、国一太郎、水木達夫、大橋壮多、                           |
| 第14話 | 4月5日   | 風の岬に鬼がいた           | 太田博之 高須賀夫至子 千葉敏郎 月形哲之介 萩清二 正司花江                                      |
| 第15話 | 4月12日  | 女よあなたは強かった       | ミヤコ蝶々、南都雄二、三田登喜子、神戸瓢介、永田光男、滝恵一、有川正治                         |
| 第16話 | 4月19日  | 地獄の鐘が鳴っていた       | 和崎俊也、宮園純子、山岡徹也、堀田真三、波多野博、日高久、牧淳子                               |
| 第17話 | 4月26日  | 美人だらけの町だった       | 姿美千子、宮地晴子、牧冬吉、芦屋雁平、須藤健、楠本健二、柳川清、東三千                         |
| 第18話 | 5月3日   | 渦まで左に巻いていた       | 梅津栄、二本柳敏恵、二本柳寛、尾上鯉之助、小倉康子、福本清三、小峰一男                         |
| 第19話 | 5月10日  | お茶はお茶でも無茶だった   | 原良子、新井茂子、増田順司、大泉滉、石浜祐次郎、不破潤、東大二朗                               |
| 第20話 | 5月17日  | 我が子を拾うバカもいた     | 三上真一郎、菊ひろ子、河上一夫、小谷悦子、小田部通麿、宮城幸生、平沢彰                         |
| 第21話 | 5月24日  | 自分の首を絞めていた       | 井上清子、潮万太郎、谷口完、鮎川浩、鈴木金哉、丘路千、松岡与志雄                               |
| 第22話 | 5月31日  | 胴より首が長かった         | 嘉手納清美、大山克巳、野口ふみえ、中村錦司、北見唯一、市村昌治                                 |
| 第23話 | 6月7日   | 子ゆえに母は強かった       | 月形龍之介、小畠絹子、藤岡重慶、江見俊太郎、山村弘三、三木豊、鷲塚良子                         |
| 第24話 | 6月14日  | 貴様と俺とは逆だった       | 舟橋元、金井由美、吉川雅恵、千葉敏郎、阿木五郎、芝本正、平沢彰                                 |
| 第25話 | 6月21日  | 笑う機械がこわれていた     | 曽我町子、人見きよし、牧冬吉、武原英子、杉狂児、月形哲之介、田中弘史                           |
| 第26話 | 6月28日  | お化けを肴に飲んでいた     | 南弘子、曾我廼家明蝶、海老江寛、河上健太郎、阿波地大輔、高峰圭二                               |
| 第27話 | 7月5日   | カッコが良すぎて駄目だった | 佐々木愛、入川保則、原健策、加藤忠、鈴木昭生、高桐真、高木二朗                                 |
| 第28話 | 7月12日  | 腕白小僧はなぜウソついた   | 標滋賀子、高原駿雄、今福正雄、戸上城太郎、今井健二、五味竜太郎、堀川亮                         |
| 第29話 | 7月19日  | 腹の虫が怒っていた         | 高森和子、山本鱗一、山岡徹也、外山高士、稲吉靖、小田部通麿、香月凉二                           |
| 第30話 | 7月26日  | 歴史に残る妻だった         | 正司照江、正司花江、平凡太郎、茅島成美、岡田千代、佐藤京一、鈴木金哉                           |
| 第31話 | 8月2日   | 狂った奴ほど強かった       | 清水まゆみ、宗方勝巳、成瀬昌彦、天津敏、髙田次郎、石浜祐次郎、宍戸大全                         |
| 第32話 | 8月9日   | 伜にゃ過ぎた嫁だった       | 市川和子、田浦正巳、森健二、山田桂子、天野新士、藤尾純、和歌林三津江                           |
| 第33話 | 8月16日  | のっぺらぼうが泣いていた   | 谷幹一、御影京子、二階堂有希子、加島こうじ、池田忠夫、中村錦司、丘路千                         |
| 第34話 | 8月23日  | 海にもぐれぬ海女もいた     | 曽我町子、柴田美保子、南弘子、江見俊太郎、千葉敏郎、江上正伍、白川洋子                         |
| 第35話 | 8月30日  | 中年の魅力で売っていた     | 岸本教子、桂麻紀、市村俊幸、藤岡重慶、三田村元、滝恵一、川浪公次郎                             |
| 第36話 | 9月6日   | フラれた方がましだった     | 本間文子、松木路子、武田禎子、鮎川浩、玉生司郎、阿木五郎、有川正治                             |
| 第37話 | 9月13日  | バカにかまってバカをみた   | 谷村昌彦、桜井浩子、永山一夫、千原万起、河上一夫、北見唯一、月形哲之介                         |
| 第38話 | 9月20日  | 天から小判が降ってきた     | 宮園純子、梶健司、春日章良、東竜子、入江慎也、小津敏、伝法三千雄                               |
| 第39話 | 9月27日  | 島から悪魔が帰ってきた     | 左時枝、里井茂、酒井哲、千葉保、藤山喜子、賀川泰三、三木豊、滝譲二                             |
| 第40話 | 10月4日  | 目玉が火事でもてていた     | 沢宏美、川上夏代、吉田義夫、梅津栄、二見忠男、辻伊万里、尾上鯉之助                             |
| 第41話 | 10月11日 | 頭の中味がいかれていた     | 潮万太郎、織本順吉、由利京子、鷲塚良子、高村俊郎、嶝忠洋、藤原勝                               |
| 第42話 | 10月18日 | 大めし喰らって弱かった     | 大橋壮多、島村昌子、戸上城太郎、山岡徹也、岡部正純、五藤雅博、浜伸二                           |
| 第43話 | 10月25日 | 仇討ちばなしは臭かった     | 入川保則、三角八郎、桂麻紀、渋沢詩子、池信一、伝法三千雄、野崎善彦                             |
| 第44話 | 11月1日  | おいらの父ちゃんカモだった | 十朱久雄、牧冬吉、堀川亮、松木聖、須藤健、国一太郎、佃和美、福本清三                           |
| 第45話 | 11月8日  | 鼻をつまんで名乗っていた   | 柳沢真一、滝那保代、鮎川浩、藤尾純、石浜祐次郎、山口朱実、大川淳                               |
| 第46話 | 11月15日 | 赤ちゃんお手柄立てていた   | 市村俊幸、太田博之、舟橋元、桜田千枝子、佐藤蛾次郎、千葉敏郎、西山嘉孝                         |
| 第47話 | 11月22日 | 夜になるほど強かった       | 青柳美枝子、伊達岳志、吉田義夫、谷村昌彦、五味竜太郎、岩村百合子                               |
| 第48話 | 11月29日 | 佛を背負ってモメていた     | 由利徹、御影京子、三原葉子、江見俊太郎、北見唯一、賀川泰三、有島淳平                           |
| 第49話 | 12月5日  | オケラが三匹揃っていた     | 成瀬昌彦、原健策、三原有美子、江幡高志、江上正伍、野村鬼笑                                     |
| 第50話 | 12月13日 | シゴいた相手が悪かった     | 万里昌代、神田隆、増田順司、岡部正純、三木豊、月形哲之介、山本一郎                             |
| 第51話 | 12月20日 | 富士のお山が知っていた     | 山形勲、宮園純子、近藤正臣、長嶋隆一、川浪公次郎、古閑達則、藤沢徹夫                           |
| 第52話 | 12月27日 | 殿さまスタコラ逃げていた   | 倉丘伸太郎、林昌子、高木二朗、汐路章、有川正治、丘路千、志賀勝                                 |

### 1970年
- 第63話、第65話は鹿児島ロケ。

| 各話    | 放送日   | サブタイトル               | ゲスト |
| ------- | -------- | -------------------------- | --- |
| 第53話  | 1月3日   | ドカンと一発春がきた       | 平凡太郎、里井茂、二見忠男、野村昭子、山岡徹也、国一太郎、島田秀雄                                                                        |
| 第54話  | 1月10日  | 初恋の味は苦かった         | 和崎俊也、悠木千帆、新井茂子、戸上城太郎、土屋靖雄、大城泰、牧淳子                                                                        |
| 第55話  | 1月17日  | 大酒喰らって冴えていた     | 花沢徳衛、井上清子、高桐真、中田浩二、市村昌治、千葉敏郎、玉生司郎                                                                        |
| 第56話  | 1月24日  | 昔の美人が揃っていた       | 牧冬吉、赤木春恵、滝那保代、梅津栄、永田光男、入江慎也、大里ひろ子                                                                        |
| 第57話  | 1月31日  | 母は異国の人だった         | ジェリー伊藤、三条美紀、浅川美智子、中村錦司、戸板幸男、関真吾                                                                            |
| 第58話  | 2月7日   | 先生様が一番ヘマだった     | 西尾三枝子、正司花江、露原千草、山田桂子、江見俊太郎、青山隆一                                                                            |
| 第59話  | 2月14日  | 女ごころに弱かった         | 左時枝 潮万太郎 名和宏 菅沼赫 島村昌子 武原英子 月形哲之介 北原将光 伏見和子 森章二 田中一美 壬生新太郎 和田昌也 林三恵 美柳陽子 光英宏美 |
| 第60話  | 2月21日  | 災難ひろうバカもいた       | 芦屋小雁、夏珠美、高城淳一、佐藤京一、有川正治、松田明、佐名手ひさ子                                                                      |
| 第61話  | 2月28日  | 姐ちゃんヤクザは凄かった   | 東山明美、市村俊幸、金井由美、土屋靖雄、山口幸生、滝恵一、柳川清                                                                          |
| 第62話  | 3月7日   | あきれた病気にかかっていた | 牟田悌三、松木路子、万里昌代、左卜全、鮎川浩、五味竜太郎、三木豊                                                                          |
| 第63話  | 3月14日  | 火を噴く島に惚れていた     | 平井昌一、桃山みつる、茶川一郎、曽我町子、神田隆、千葉敏郎、乃木年雄                                                                      |
| 第64話  | 3月21日  | 三人揃ってバカだった       | 市川和子、鈴木やすし、竜崎一郎、北条清志、杉山光宏、青山宏、北見唯一                                                                      |
| 第65話  | 3月28日  | 南の果てでもめていた       | 姿美千子、加賀邦男、谷口完、山岡徹也、玉生司郎、広野みどり、世羅豊                                                                        |
| 第66話  | 4月4日   | 想い出だけが泣いていた     | 木暮実千代、藤岡重慶、須藤健、瀬良明、岡部正純、田中弘史、中野淳                                                                          |
| 第67話  | 4月11日  | 伜にゃ過ぎた母だった       | 和崎俊也、宝生あやこ、多々良純、新井茂子、丹羽又三郎、藤尾純                                                                              |
| 第68話  | 4月18日  | 道は地獄へつづいていた     | 宗方勝巳、岸久美子、原健策、三田登喜子、楠本健二、安藤三男                                                                                |
| 第69話  | 4月25日  | 天国のおふくろが笑っていた | 北川めぐみ、近藤正臣、万代峰子、五味竜太郎、酒井哲、楠義孝、江上正伍                                                                      |
| 第70話  | 5月2日   | 味方の中に敵がいた         | 伊藤栄子、山本豊三、高桐真、神戸瓢介、山田桂子、田畑猛雄、浜崎満                                                                          |
| 第71話  | 5月9日   | 女房にフラれるバカもいた   | 青柳美枝子、松木路子、稲吉靖、永田光男、島田洋之介、今喜多代                                                                              |
| 第72話  | 5月16日  | ドケチ娘はなぜ泣いた       | 北林早苗、鶴田桂子、清水一郎、西山嘉孝、小倉康子、国一太郎、牧淳子                                                                        |
| 第73話  | 5月23日  | 喰い逃げ野郎はツイていた   | 牧冬吉、御影京子、桑山正一、戸上城太郎、服部哲治、藤山喜子                                                                                |
| 第74話  | 5月30日  | 祝言挙げたら嫁逃げた       | 三角八郎、二本柳俊恵、時美沙、江見俊太郎、河上一夫、柳川清、滝譲二                                                                        |
| 第75話  | 6月6日   | 世の中呆れた奴もいた       | 新克利、柴田美保子、神田隆、増田順司、月形哲之介、遠山金次郎                                                                              |
| 第76話  | 6月13日  | 大金持ちほどケチだった     | 吉田義夫、姫ゆり子、町田祥子、藤岡重慶、三浦徳子、有川正治、浜伸二                                                                        |
| 第77話  | 6月20日  | 心の中では泣いていた       | 柳谷寛、野々村潔、三条美紀、高野ひろみ、汐路章、五味竜太郎、宍戸大全                                                                      |
| 第78話  | 6月27日  | 二人揃って足出した         | 白木みのる、玉川良一、鮎川浩、渋沢詩子、浅川美智子、千葉敏郎                                                                              |
| 第79話  | 7月4日   | 痴漢に間違われてバカをみた | 新井茂子、高村俊郎、阿波地大輔、鈴木金哉、酒井哲、川浪公次郎                                                                              |
| 第80話  | 7月11日  | オヤジよあなたはヒドかった | 高城丈二、見明凡太郎、山岡徹也、賀川泰三、滝譲二、岡本隆成、熊谷武                                                                        |
| 第81話  | 7月18日  | 拾った赤ちゃん凄かった     | 市川和子、菅井一郎、北見唯一、梶川武利、乃木年雄                                                                                          |
| 第82話  | 7月25日  | 星も泣いてる夜だった       | 御木本伸介、葉山葉子、村井国夫、戸上城太郎、市村昌治、出水憲司                                                                            |
| 第83話  | 8月1日   | 鬼が笑って死んでいた       | 清水まゆみ、東野孝彦、春日章良、波田久夫、楠年明、唐沢民賢、北口千春                                                                      |
| 第84話  | 8月8日   | 地獄の槍が呼んでいた       | 天津敏、原健策、剣持伴紀、伊達岳志、中村錦司、東竜子、高並功、吉田滋                                                                      |
| 第85話  | 8月15日  | 女が女にふられていた       | 木暮実千代、桂麻紀、時美沙、志乃原良子、鮎川浩、東三千、武田禎子                                                                          |
| 第86話  | 8月22日  | ネギがカモを背負っていた   | 三角八郎、利根はる恵、清川新吾、天草四郎、田中弘史、佐名手ひさ子                                                                          |
| 第87話  | 8月29日  | 命がけで黙っていた         | 夏八木勲、金井由美、西山辰夫、岡本隆成、月形哲之介、森章二                                                                                |
| 第88話  | 9月5日   | 仮面の下で泣いていた       | 太田博之、伊沢一郎、河上一夫、佃和美、鮎川十糸子、水上竜子、藤沢薫                                                                        |
| 第89話  | 9月12日  | 人質の方がいばっていた     | 片山明彦、有沢正子、金井大、高野ひろみ、梅地徳彦、楠本健二、鈴木金哉                                                                      |
| 第90話  | 9月19日  | 先輩面して逃げていた       | 土屋靖雄、明石潮、藤岡重慶、海老江寛、入江慎也、山本弘、香月凉二                                                                          |
| 第91話  | 9月26日  | 首になるほど惚れていた     | 山本豊三、都築克子、新井麻夕美、佐藤京一、大東良、酒井哲、三田一枝                                                                        |
| 第92話  | 10月3日  | 片目の竜が狙っていた       | 高須賀夫至子、高津住男、汐路章、滝譲二、北見唯一、小津敏、浜伸二                                                                          |
| 第93話  | 10月10日 | 腕白小僧が知っていた       | 牧冬吉、堀川亮、坂本幸子、谷口完、五味竜太郎、田畑猛雄、波多野博                                                                          |
| 第94話  | 10月17日 | お墓に小判が眠っていた     | 北川めぐみ、吉田義夫、阿波地大輔、国一太郎、丘路千、宗近晴見                                                                              |
| 第95話  | 10月24日 | 興奮しただけ無駄だった     | 中山昭二、西山嘉孝、日高久、千葉敏郎、出水憲司、平沢彰、志賀勝                                                                            |
| 第96話  | 10月31日 | 渡し場は今日も雨だった     | 和崎俊也、山田桂子、鶴田桂子、藤尾純、山口朱美、西田良、野口貴史                                                                          |
| 第97話  | 11月7日  | 異国の空で泣いていた       | 堀井永子、河上一夫、北原義郎、伊村賢一、柳川清、阿木五郎、浪花五郎                                                                        |
| 第98話  | 11月14日 | 恋する女は強かった         | 青柳美枝子、清川新吾、遠藤辰雄、天野新士、有川正治、林彰太郎                                                                              |
| 第99話  | 11月21日 | お人好しが過ぎていた       | 大橋壮多、金井由美、市村俊幸、渚健二、小田部通麿、町田祥子、滝譲二                                                                        |
| 第100話 | 11月28日 | 読めば読むほど駄目だった   | 倉丘伸太郎、三原有美子、外山高士、不破潤、月形哲之介、新屋英子                                                                            |
| 第101話 | 12月5日  | 売り出しすぎてベソかいた   | 穂積隆信、野口ふみえ、田中春男、柳谷寛、戸上城太郎、岡嶋艶子                                                                              |
| 第102話 | 12月12日 | 覗いちゃいけないことだった | 三木豊、小畠絹子、波田久夫、春日章良、雲井三郎、国田栄弥、智村清                                                                          |
| 第103話 | 12月19日 | 目をさましたら死んでいた   | 新井茂子、原健策、幸田宗丸、山岡徹也、柳川清、三田一枝、川浪公次郎                                                                        |
| 第104話 | 12月26日 | 男は笑って別れていた       | 小栗一也、牧冬吉、高野ひろみ、杉山昌三九、五味竜太郎、永田光男                                                                            |

## 主題歌
- オープニング：「浪人まかり通る」作詞：結束信二、作曲：阿部皓哉、唄：北島三郎
  - CD『股旅演歌全曲集』(日本クラウン、1998年版CRCN-40737、2001年版CRCN-40596）に、月影兵庫の主題歌と共に収録されている[1]。
- エンディング：「風来坊笠」作詞：佐々木康、作曲：阿部皓哉、唄：品川隆二（クラウンレコード）※未CD化
  - 本編で使用されたBGM2曲（オープニング・エンディングのアレンジ）がCD『ちょんまーじゅ』(2006年ソニー・ミュージック、 MHCL-949)に収録されている。

## ネット局
※は遅れネット。
- NETテレビ（再放送はテレビ東京「時代劇アワー」、テレビ神奈川で1973年～1974年頃の平日16:15枠。）
- 北海道テレビ（再放送は1973年頃の北海道放送。）
- 青森放送（1969年10月まで・土曜17時）※→青森テレビ（1969年11月のサービス放送開始から、再放送は後のドラマストリート枠。）
- 岩手放送（現：IBC岩手放送）※→テレビ岩手※（1969年12月から、日曜19時に1日遅れで放送）
- 仙台放送※（1969年1月 - 1970年9月）→ミヤギテレビ※（1970年10月より最終回まで）
- 秋田放送※
- 山形放送※
- 福島テレビ※→福島中央テレビ※（1970年4月から、火曜20時に3日遅れで放送）
- 新潟総合テレビ（現：NST新潟総合テレビ）
- 北日本放送※
- 北陸放送（水曜 16:00 - 17:00[2]）※
- 福井放送※
- 山梨放送※
- 信越放送※
- 静岡放送※（1969年1月 - 1970年3月、水曜22時30分に4日遅れで放送）→テレビ静岡※（1970年4月から、土曜夕方に遅れて放送）
- 名古屋テレビ※（1969年1月 - 3月）→中京テレビ（1969年4月から、再放送は名古屋テレビ・東海テレビ・テレビ愛知）
- 毎日放送（再放送は朝日放送（現:朝日放送テレビ）・サンテレビ・KBS京都[3]）
- 日本海テレビ※（再放送は山陰放送）
- 岡山放送（1969年4月から）
- 中国放送※（1970年11月まで）→広島ホームテレビ
- 山口放送※
- 瀬戸内海放送（1969年4月から）
- 四国放送※
- 南海放送※
- 高知放送※
- 九州朝日放送（再放送はRKB毎日放送）
- 長崎放送※（火曜23時に3日遅れで放送）
- 熊本放送※
- 大分放送※→テレビ大分（1970年4月から）
- 宮崎放送※
- 南日本放送※（日曜22時30分に1日遅れで放送）
- 琉球放送※

## 再放送
- 東映チャンネル
  - 2003年2月 - 2004年2月
  - 2005年4月 - 2006年4月
- 時代劇専門チャンネル
  - 2009年1月 - 6月
  - 2010年1月 - 5月
  - 2013年5月25日 - 2014年5月24日（約1か月遅れでリピート放送あり）
  - 2015年10月 - 2016年3月1日
  - 2016年1月3日13:00 - 15:50（「初笑いセレクション」として第53話・78話・89話を放送。）

## ネット配信
- 2022年2月11日より、YouTubeの「東映時代劇YouTube」から第1話と第2話が常時無料配信されている。

## リメイク版

### 概要
「春の時代劇スペシャル」として『素浪人 花山大吉 能天気だがメッポウ強い!名コンビ新装復活 大吉・半次が金山地獄大暴れ』がテレビ朝日系列にて1995年4月1日の19時から20時54分まで放送された。主演は近衛の長男である松方弘樹。

#### キャスト
- 花山大吉：松方弘樹
- 焼津の半次：田原俊彦
- お涼：伊藤かずえ
- 米倉刑部：西岡徳馬
- 中沢市兵衛：渡辺裕之
- おみつ：吉野真弓
- お花：高倉彩
- 岡本夏生
- 浜田晃
- 亀石征一郎
- 佐野アツ子
- 野口貴史
- 岩尾正隆
- タンクロー
- 伊庭剛
- 河本忠夫
- 須賀章
- 貴山侑哉
- 五十嵐義弘
- 細川純一
- きくち英一
- 村上理子
- 浦野眞彦
- 武田京子
- 高木英一
- 大久保幸治
- 木村康志
- 本山力
- 太田敦子
- 小船秋夫
- 蓑和田良太
- 峰蘭太郎
- 藤坂有希
- 加藤聡志
- 及川佳奈

#### スタッフ
- プロデューサー：
松嶋弘正（テレビ朝日）
亀岡正人（東映）
小林由幸（東映）
小嶋雄嗣（東映）
- 脚本：志村正浩
- 監督：村川透
- 音楽：藤野浩一
- 撮影：津田宗之
- 美術：佐野義和
- 照明：伊藤昭
- 録音：荒川輝彦
- 編集：三宅弘
- 助監督：西垣吉春
- 記録：野口多喜子
- 整音：浜口十四郎
- VTR編集：高見正和
- CG：信國明子
- 装置：増田道清
- 装飾：極並浩史
- 背景：西村三郎
- 小道具：高津商会
- 衣裳：石倉元一
- 美粧：久斗敏厚
- 結髪：福本るみ
- かつら：山崎かつら
- 擬斗：土井淳之祐（東映剣会）
- 和楽監修：中本哲
- 舞踊振付：藤間紋藏
- 騎馬：岸本乗馬センター
- スチール：金井謹治
- 広報担当：牧野秀幸（テレビ朝日）
- 演技事務：石川正男
- 進行主任：宇治本進
- 協力：東映太秦映画村、東映CG制作室
- ロケ協力：御室 仁和寺
- 現像：IMAGICA
- 制作：テレビ朝日、東映